# Lemahbang (Pasrepan)
Lemahbang is een bestuurslaag in het regentschap Pasuruan van de provincie Oost-Java, Indonesië. Lemahbang telt 1327 inwoners (volkstelling 2010).